# 克内茨高
克内茨高是德国巴伐利亚州的一个市镇。总面积61.59平方公里，总人口6346人，其中男性3221人，女性3125人（2011年12月31日），人口密度103人/平方公里。

## 参见

克内茨高 - Knetzgau
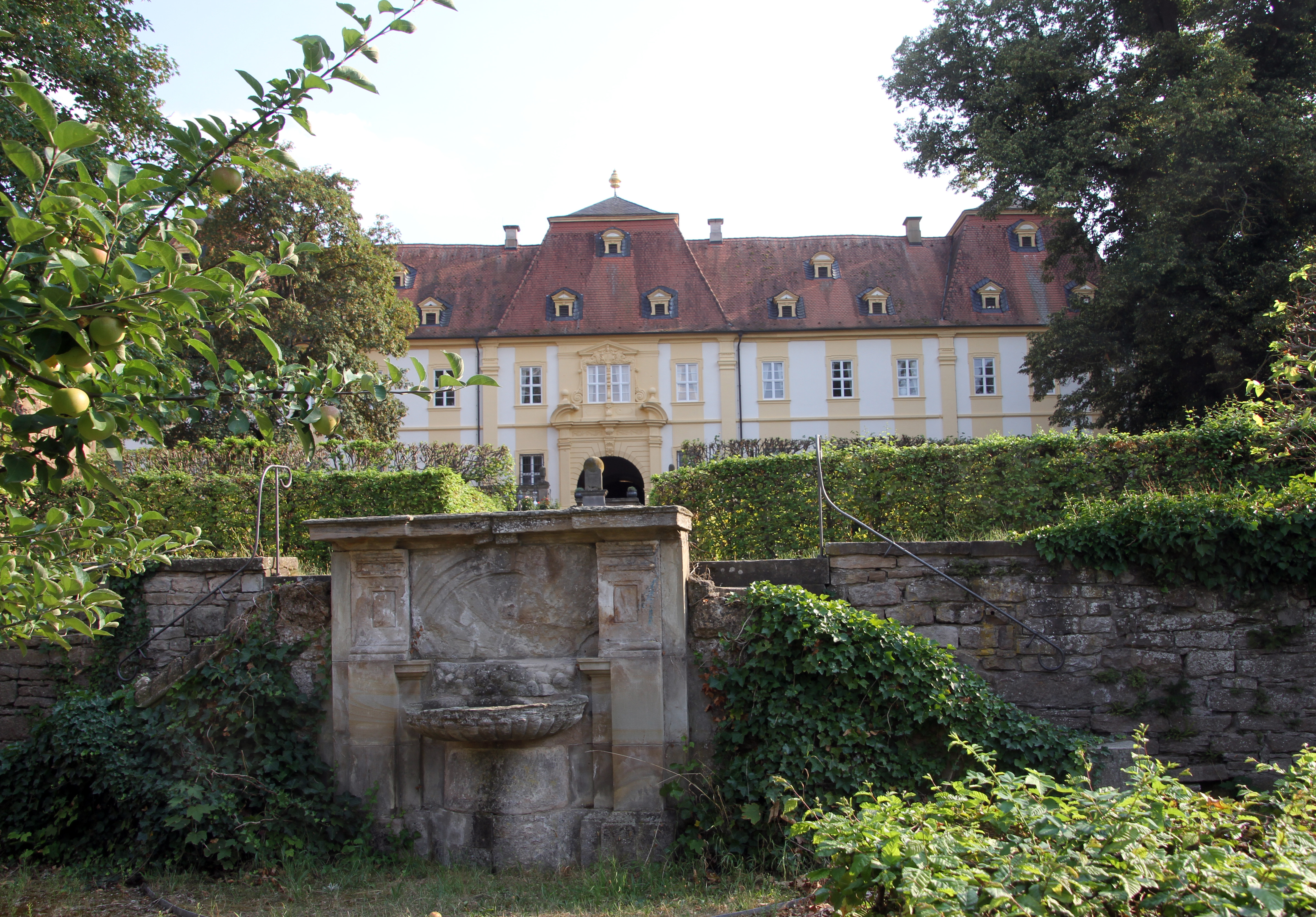
Knetzgau-Oberschwappach
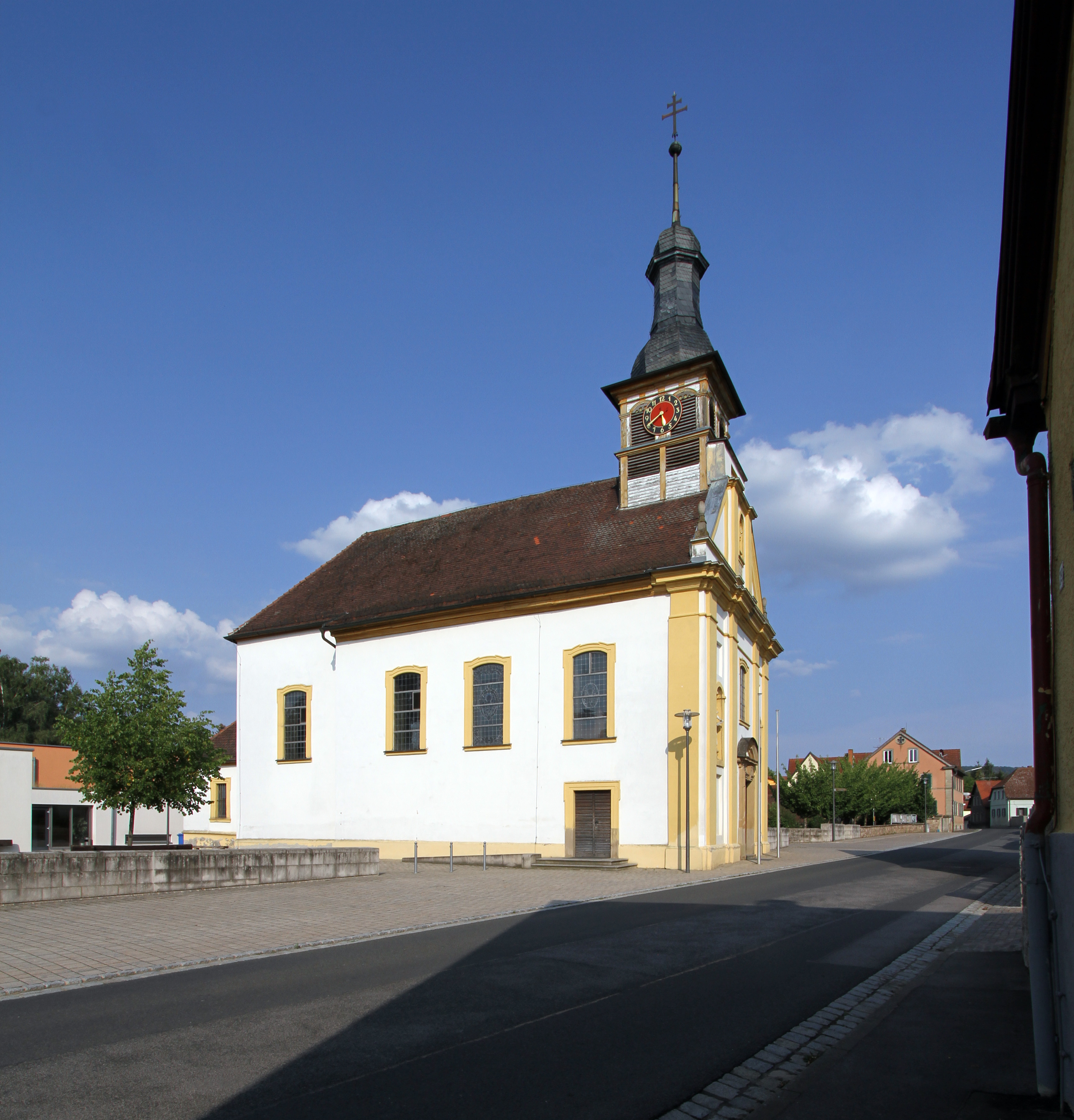
Knetzgau-Oberschwappach
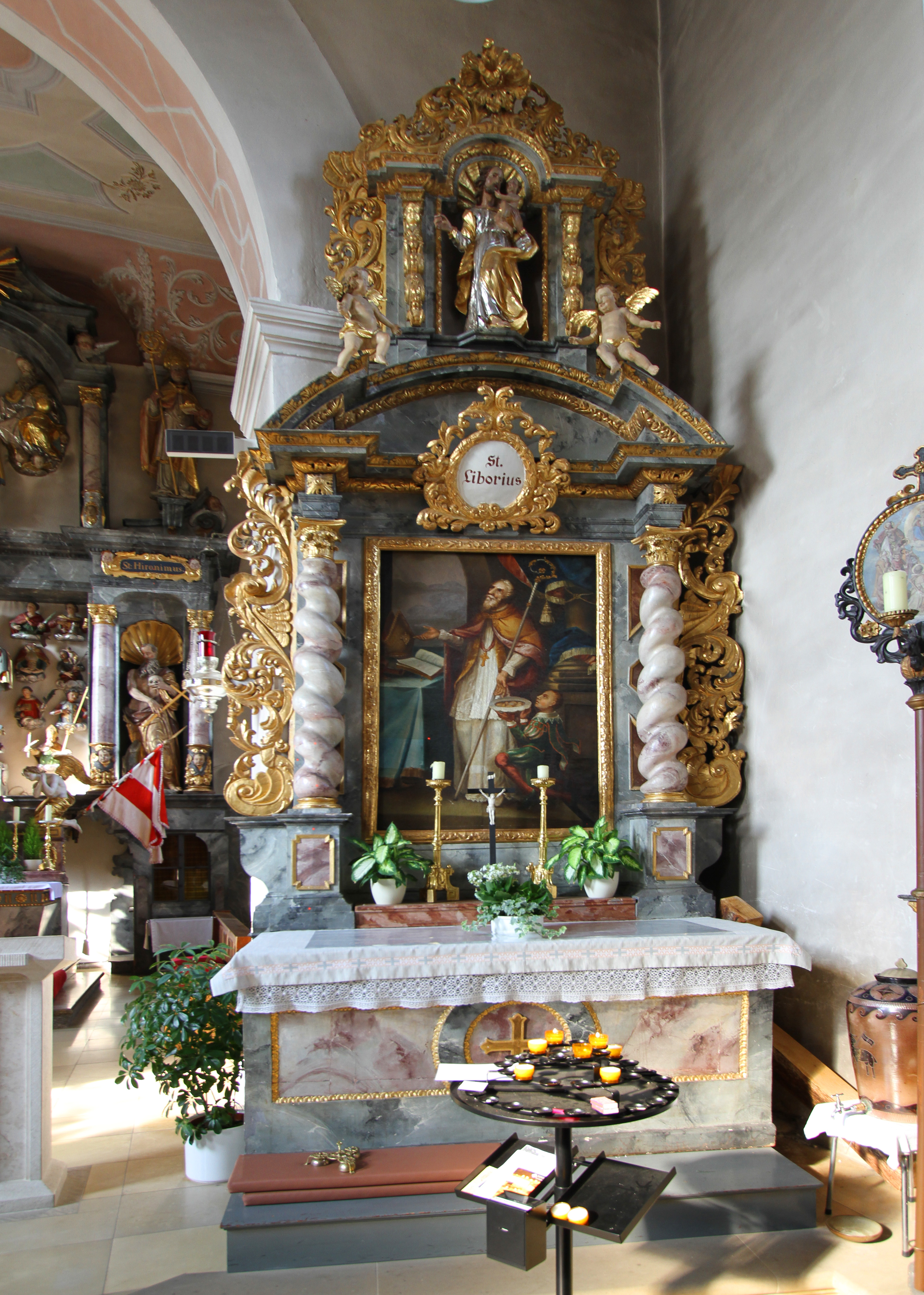
Knetzgau-Oberschwappach
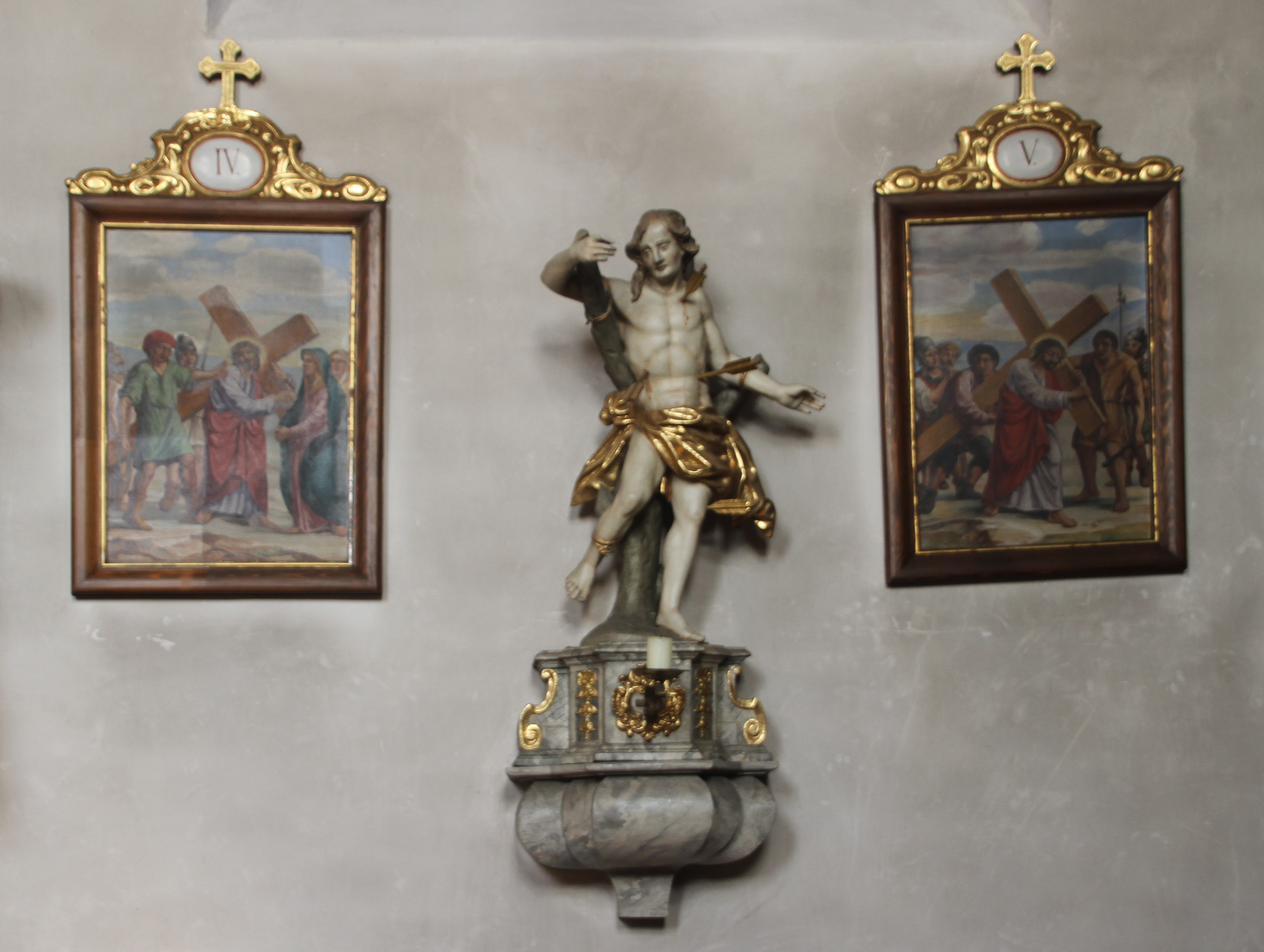
Knetzgau-Oberschwappach
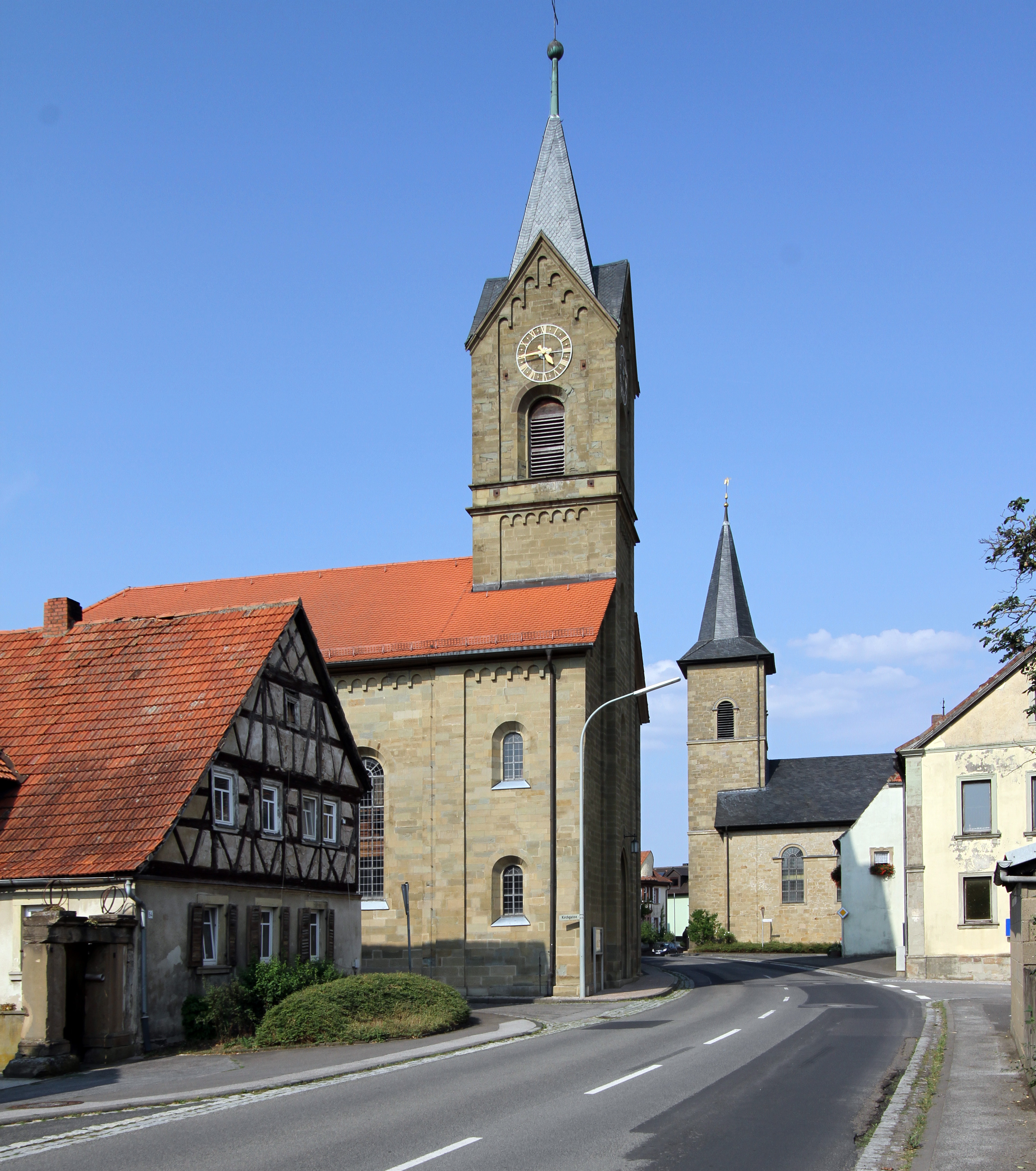
Knetzgau-Westheim
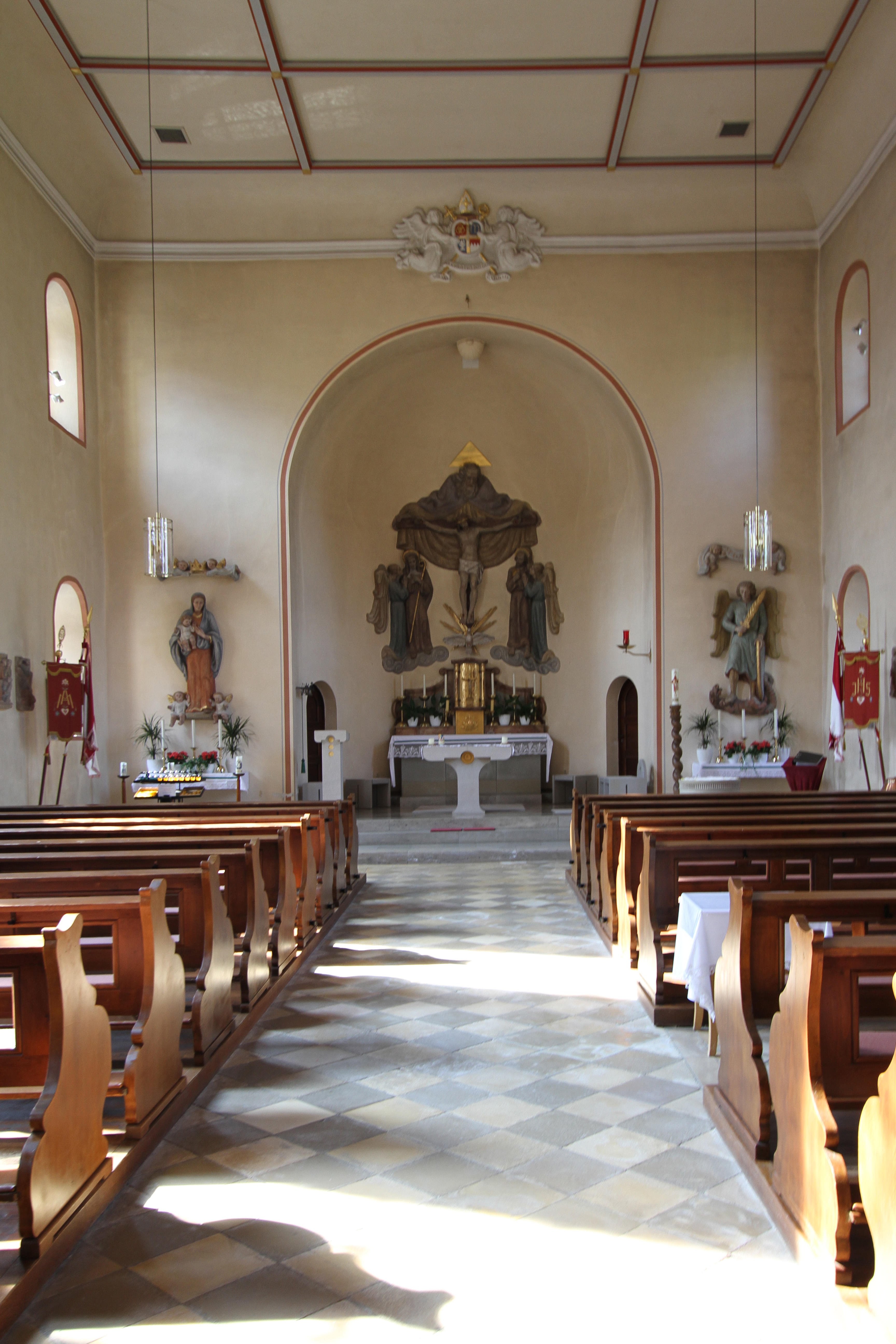
Knetzgau-Westheim
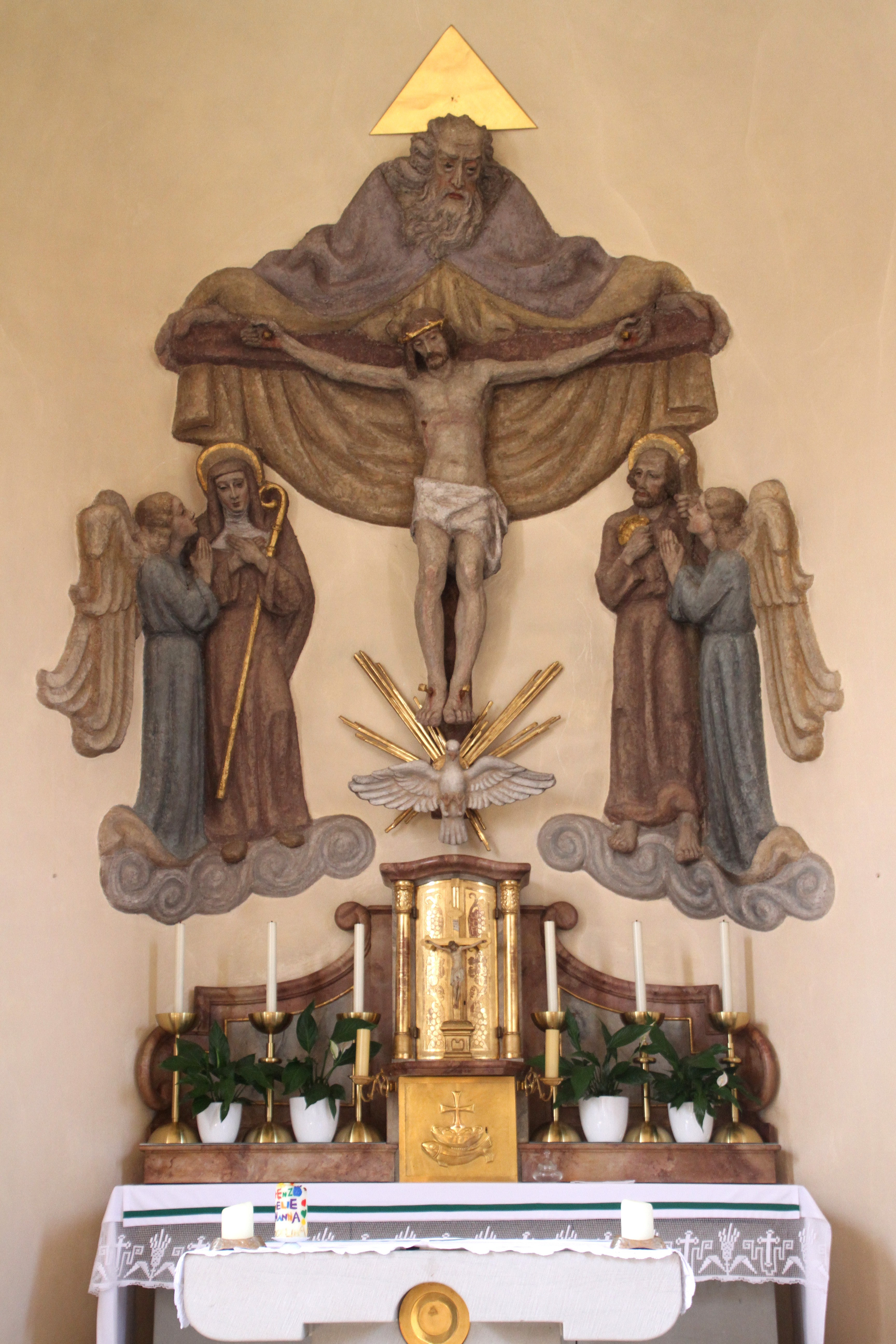
Knetzgau-Westheim
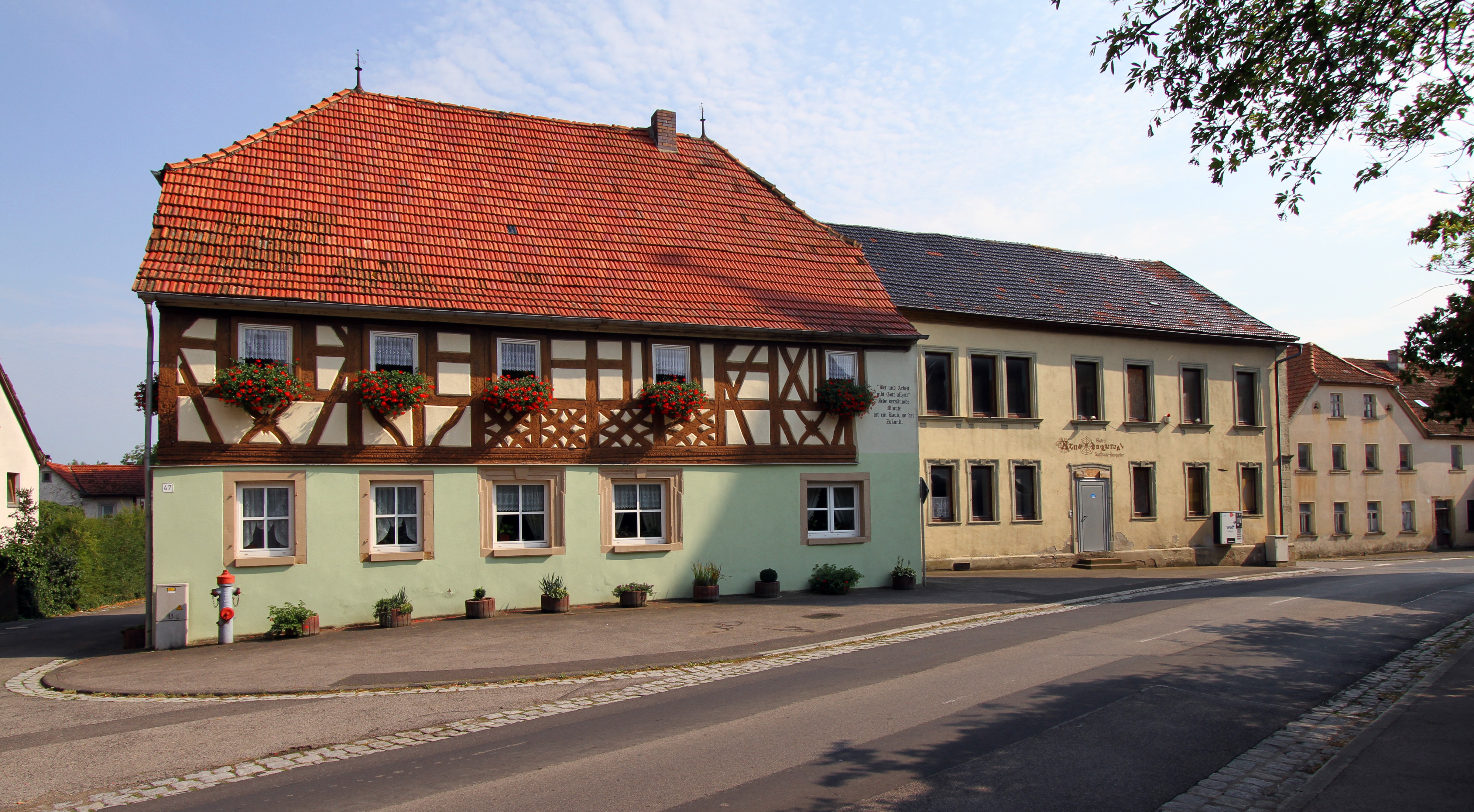
Knetzgau-Westheim
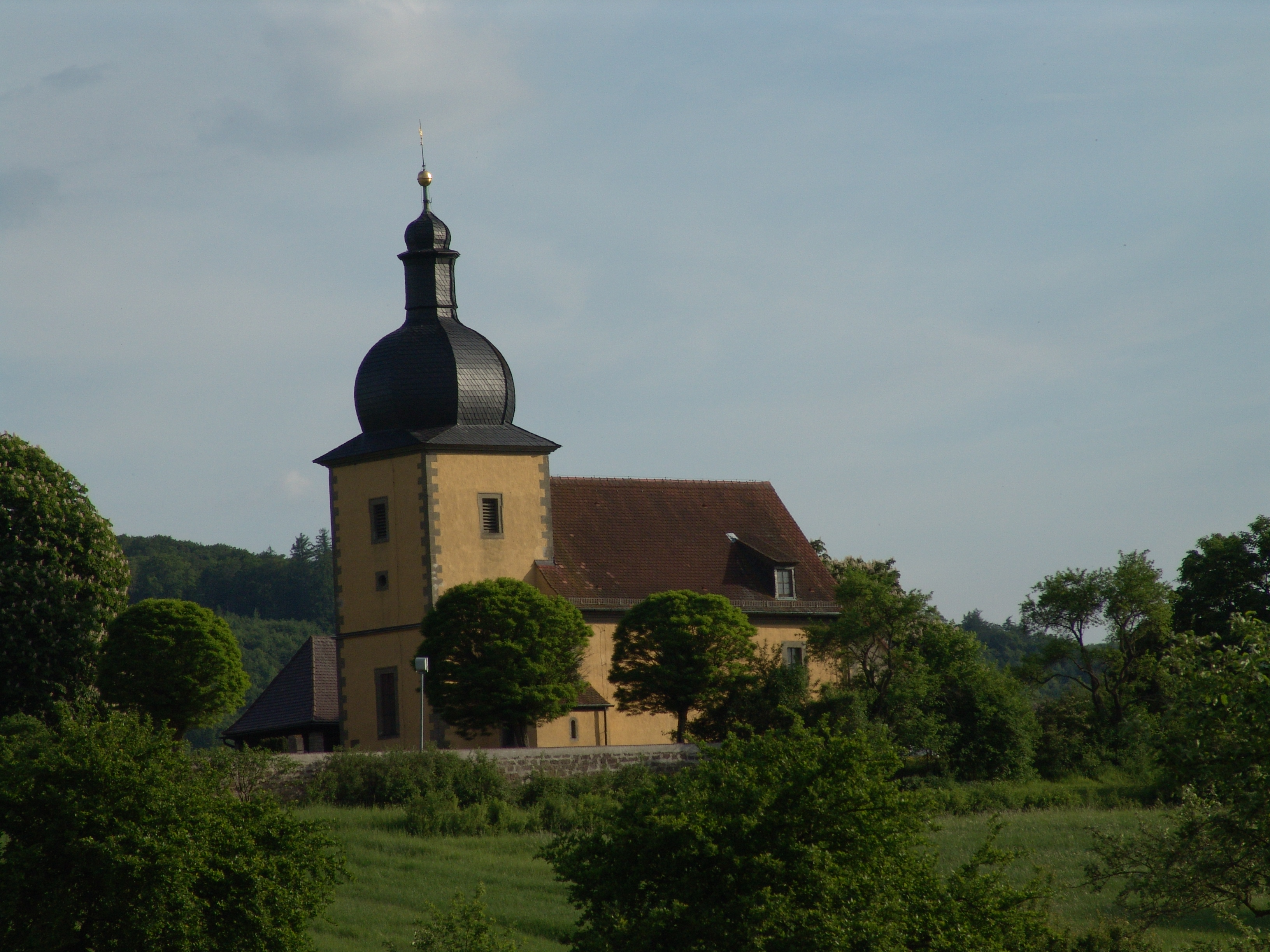
Knetzgau-Eschenau
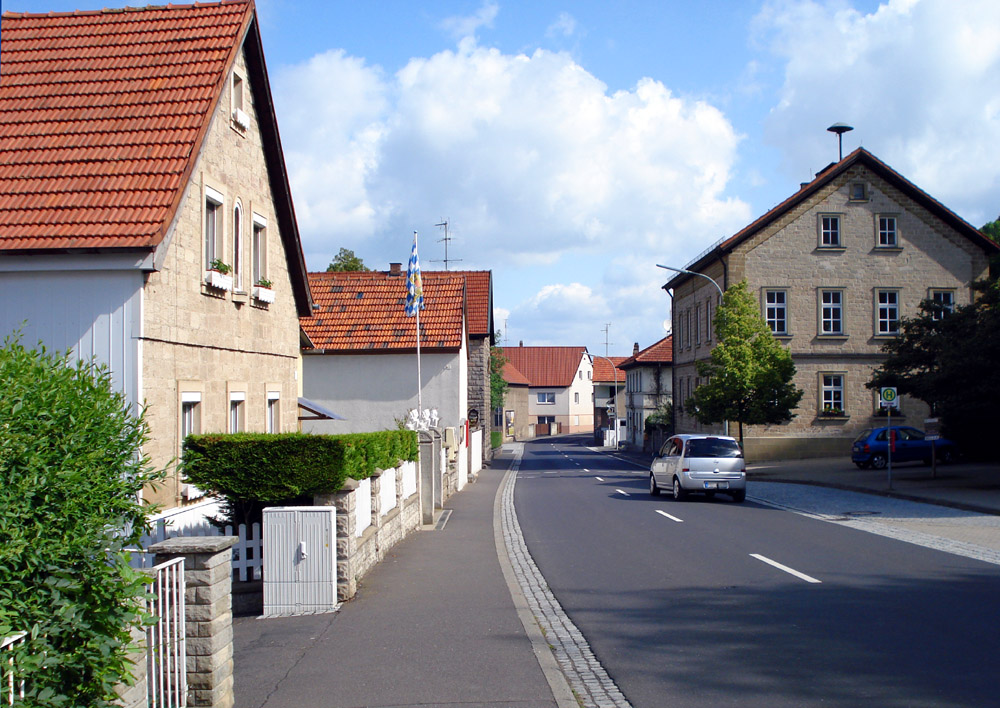
Knetzgau-Zell